# Prodotto di Wallis
In matematica per prodotto di Wallis si intende un'espressione del valore di π trovata nel 1655 dal matematico John Wallis.
{\displaystyle \prod _{n=1}^{\infty }{\frac {(2n)}{(2n-1)}}\cdot {\frac {(2n)}{(2n+1)}}={\frac {2}{1}}\cdot {\frac {2}{3}}\cdot {\frac {4}{3}}\cdot {\frac {4}{5}}\cdot {\frac {6}{5}}\cdot {\frac {6}{7}}\cdot {\frac {8}{7}}\cdot {\frac {8}{9}}\cdots ={\frac {\pi }{2}}}

## Dimostrazione
Consideriamo innanzitutto che le radici di sin(x)/x sono ±nπ, dove n = 1, 2, 3, ...
Possiamo quindi esprimere il seno tramite un prodotto infinito di fattori lineari dati dalle sue radici:
{\displaystyle {\frac {\sin(x)}{x}}=k\left(1-{\frac {x}{\pi }}\right)\left(1+{\frac {x}{\pi }}\right)\left(1-{\frac {x}{2\pi }}\right)\left(1+{\frac {x}{2\pi }}\right)\left(1-{\frac {x}{3\pi }}\right)\left(1+{\frac {x}{3\pi }}\right)\cdots \qquad {\textrm {con}}~k~{\textrm {costante}}}
Per trovare la costante k, consideriamo il limite da entrambe le direzioni:
{\displaystyle \lim _{x\to 0}{\frac {\sin(x)}{x}}=\lim _{x\to 0}\left(k\left(1-{\frac {x}{\pi }}\right)\left(1+{\frac {x}{\pi }}\right)\left(1-{\frac {x}{2\pi }}\right)\left(1+{\frac {x}{2\pi }}\right)\left(1-{\frac {x}{3\pi }}\right)\left(1+{\frac {x}{3\pi }}\right)\cdots \right)=k}
Sfruttando il fatto che:
{\displaystyle \lim _{x\to 0}{\frac {\sin(x)}{x}}=1}
ricaviamo k=1. Dunque otteniamo la seguente formula di Eulero-Wallis per il seno:
{\displaystyle {\frac {\sin(x)}{x}}=\left(1-{\frac {x}{\pi }}\right)\left(1+{\frac {x}{\pi }}\right)\left(1-{\frac {x}{2\pi }}\right)\left(1+{\frac {x}{2\pi }}\right)\left(1-{\frac {x}{3\pi }}\right)\left(1+{\frac {x}{3\pi }}\right)\cdots }
{\displaystyle {\frac {\sin(x)}{x}}=\left(1-{\frac {x^{2}}{\pi ^{2}}}\right)\left(1-{\frac {x^{2}}{4\pi ^{2}}}\right)\left(1-{\frac {x^{2}}{9\pi ^{2}}}\right)\cdots }
Poniamo x=π/2,
{\displaystyle {\frac {1}{\pi /2}}=\left(1-{\frac {1}{2^{2}}}\right)\left(1-{\frac {1}{4^{2}}}\right)\left(1-{\frac {1}{6^{2}}}\right)\cdots =\prod _{n=1}^{\infty }(1-{\frac {1}{4n^{2}}})}
{\displaystyle {\begin{aligned}{\frac {\pi }{2}}&=\prod _{n=1}^{\infty }({\frac {4n^{2}}{4n^{2}-1}})\end{aligned}}}
{\displaystyle =\prod _{n=1}^{\infty }{\frac {(2n)}{(2n-1)}}\cdot {\frac {(2n)}{(2n+1)}}={\frac {2}{1}}\cdot {\frac {2}{3}}\cdot {\frac {4}{3}}\cdot {\frac {4}{5}}\cdot {\frac {6}{5}}\cdot {\frac {6}{7}}\cdot {\frac {8}{7}}\cdot {\frac {8}{9}}\cdots ={\frac {\pi }{2}}}
QED

## Legame con l'approssimazione di Stirling
L'approssimazione di Stirling per {\displaystyle n!} stabilisce che
{\displaystyle n!={\sqrt {2\pi n}}{\left({\frac {n}{e}}\right)}^{n}\left(1+O\left({\frac {1}{n}}\right)\right)}
per {\displaystyle n\to +\infty }. Consideriamo ora l'approssimazione finita con il prodotto di Wallis, ottenuta prendendo i primi {\displaystyle k} termini del prodotto:
{\displaystyle p_{k}=\prod _{n=1}^{k}{\frac {(2n)}{(2n-1)}}\cdot {\frac {(2n)}{(2n+1)}}}
{\displaystyle p_{k}} può essere scritto come
{\displaystyle p_{k}={1 \over {2k+1}}\prod _{n=1}^{k}{\frac {(2n)^{4}}{(2n(2n-1))^{2}}}={1 \over {2k+1}}\cdot {{4^{2k}\,k!^{4}} \over {(2k\,!)^{2}}}\ .}
Sostituendo l'approssimazione di Stirling in questa espressione (sia per {\displaystyle k!} che per {\displaystyle 2k!}) possiamo dedurre (dopo un breve calcolo) che {\displaystyle p_{k}} converge a {\displaystyle \pi /2} per {\displaystyle k\to +\infty }.